# Kínai erotikus és pornográf irodalom

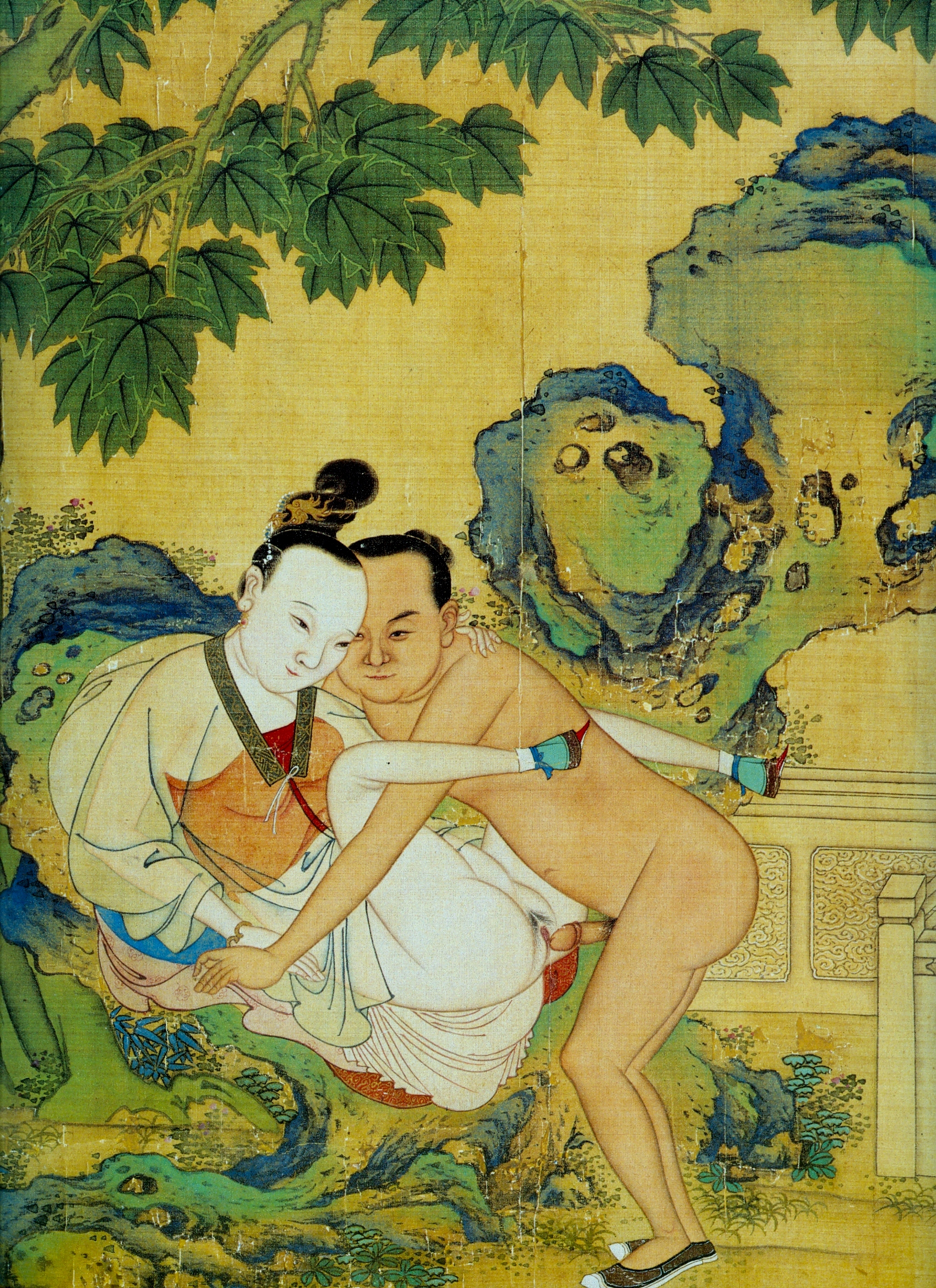
A Ming-kor utolsó évtizedében íródott, A szerelem imaszőnyege című regény egyik illusztrációja. Csiu Jing (Jiu Ying) (kb. 1494–1552) alkotása.

A kínai erotikus irodalom (csing-szö ven-hszüe (qingse wenxue) 情色文學 / 情色文学) és pornográf irodalom (szö-csing ven-hszüe (seqing wenxue) 色情文學 / 色情文学 vagy jin-hui ven-hszüe (yinhui wenxue) 淫穢文學 / 淫秽文学) a kínai irodalom egyik, sokáig alig kutatott, és máig viszonylag kevés szakirodalommal rendelkező kategóriája. A kínai irodalom háromezer éves tárházában pedig szép számmal találhatók olyan művek, melyek vagy művészi igényű erotikus leírásokat tartalmaznak, vagy szexuális praktikákat bemutató kézikönyvek, sőt olyan pornográf művek is, amelyek kifejezetten az érzéki vágyak, a nemi izgalom felkorbácsolására íródtak.
A kínai ókorból alig maradtak fenn ilyen alkotások, amelynek oka a szigorú erkölcsösséget előíró konfucianizmus, amely elítélte a szexualitás efféle propagálását. A legelső erotikus utalásokat a Dalok könyve népdalokon alapuló versei tartalmazzák. A szexualitás viszonylag korán a taoizmus vonzáskörébe került, amelynek képviselői többek között a különféle szexuális praktikák gyakorlásában vélték megtalálni a élet meghosszabbításának módját. Így a szexuális témájú írásokban mindig igen erős taoista hatás figyelhető meg.
A kínai erotikus és pornográf irodalom jelentős részét alkotják azok a felvilágosító művek, amelyek azzal a céllal íródtak, hogy a „hálószoba művészetébe” vezessék be olvasóikat. Az ebbe a műfajba tartozó műveket „hálószoba-könyveknek” (fang-csung-su (fangzhongshu) 房中書 /房中书) nevezték. A legelső ilyen jellegű írások nem maradtak fenn, csak a címük ismert, de a későbbi korokban nagy számban születtek további felvilágosító kézikönyvek, amely jól mutatja a műfaj iránt mutatkozó mindenkori igényt.
Erotikus leírások, epizódok a történelem során megjelenhettek a költeményekben éppúgy, mint az elbeszélésekben és drámákban, színművekben. A szerzők a Tang-kortól kezdve műveikben előszeretettel szerepeltettek kurtizánokat, énekes lányokat, akiknek irodalmi megformálásával szükségszerűen együtt járt az erotika is.
Az első kifejezetten erotikus vagy pornográf regények megjelenése magának a regény műfajának megszületésével egy időben, a Ming-korban történt. Az erotikus regények (jen-csing hsziao-suo (yanqing xiaoshuo) 艷情小説 / 艳情小说) a mandzsu Qing-dinasztia idején is szép számban születtek, ám az ilyen obszcén vagyis pornográf könyvek (jin-su (yinshu) 淫書 / 淫书) olvasását, kinyomtatását és terjesztését is szigorú rendeletekkel tiltották, ezek voltak az úgy nevezett „tiltott könyvek” (csin-su (jinshu) 禁書 / 禁书), jóllehet ezen alkotások némelyikéről mára mind a kínai, mind a nyugati irodalomtörténet megállapította, hogy nemcsak a kínai regényirodalom kiváló alkotásai, hanem világirodalmi mércével vizsgálva is magas művészi értéket képviselnek.

## Ókor
A kínai ókorban, az írott forrásokban szinte nyoma sincs az erotikának vagy a pornográfiának. Ennek nem csupán az írott források viszonylag csekély száma az oka, hanem az a tény, hogy az írástudó réteg hivatalos morálját Konfuciusz (i. e. 551 – i. e. 479) tanítása határozta meg. Az i. e. 5. századtól kezdve egyre nagyobb tért hódító konfucianizmus meglehetősen szigorú elveket hirdetett nem csupán a szexualitással kapcsolatban, de meghatározta a nők társadalmi és családon belül betöltött szerepét, a tőlük elvárt viselkedésmintát is, melyeket olyan keretek közé szorított, hogy az teljesen lehetetlenné tette az erotika megjelenését. Konfuciusz erkölcsössége olyannyira szemérmes és prűd volt, hogy a két nem közötti kapcsolat szexuális vonatkozásáról szót sem ejtett fő művében, a Beszélgetések és mondásokban (Lun jü). Az ókorban a hálószobában történtekről való bármiféle megnyilatkozás társadalmi tabunak számított.
A konfuciuszi szigorú, kérlelhetetlen morálfilozófia minden törekvése ellenére a magas irodalomban mégis megjelentek az erotika jegyeit felmutató részletek. A történeti írásokban is szép számmal akadnak olyan részletek, amelyek szexuális tárgyúak, bár ezek szinte mindegyike azzal a célzattal került be az adott műbe, hogy egy-egy történeti személy szexuális túlkapásait állítsa pellengérre, ezzel is példát mutatva.
Az ókori kínai irodalomból feltűnő módon hiányzik a szerelem eszményének művészi megformálása. Meglepő, hogy az ennek az állításnak ellentmondó kevés példa épp azon művek egyikében található, melynek összeállítását a hagyomány Konfuciusznak tulajdonítja. Az ókor első nagy lírai gyűjteménye, a Dalok könyve igen hamar a konfucianizmus egyik szent könyvévé vált. A ma ismert formája az i. e. 2. századból származik, de a versek zöme bizonyíthatóan az i. e. 10-6. században keletkezett. A Dalok könyve összesen 305 verset tartalmaz, melynek egy része népdal, a másik része népies tárgyú műdal, dicsőítő ének, himnusz, óda. Valamennyi a szertartások alkalmával került előadásra, feltehetően kórus énekelhette őket és tánccal kísérték. A szerelemmel, az udvarlással és a házassággal kapcsolatos szokások első lírai emlékeit is ezek a versek őrzik. Az ilyen típusú versek elemzéséből rekonstruálhatók többek között „a falusi ifjak és lányok hajdani csapatos tavaszi és nyári együtt-tanyázásai”, melyek során közös táncokkal és énekléssel fejezték ki túláradó, szertelen életkedvüket, és ébresztgették egymásban a vágyat, hogy mielőbb párra találjanak. Az így összekerült párok aztán rendszerint ősszel keltek egybe.

## Korai középkor

### Elveszett kézikönyvek
A források tanúsága szerint az erotikus jellegű, a szexualitással és a hálószoba művészetével kapcsolatos művek száma a Han-kortól (i. e. 206 – i. sz. 220) kezdve megnőtt. A Han-dinasztia történetét tartalmazó hivatalos krónikában, a Han su (Han shu) bibliográfiai fejezetében az olvasható, hogy a Han-kor elején nyolc kézikönyvet is ismertek a szeretkezés művészetével kapcsolatban:
- Zsung-cseng (Rongcheng) szexuális tanítása (Zsun-cseng jin-tao (Runcheng yindao) 容成陰道) 26 fejezet
- Vu-cseng (Wucheng) mester szexuális tanítása (Vu-cseng-ce jin-tao (Wuchengzi yindao) 務成子陰道) 36 fejezet
- Jao (Yao) és Sun (Shun) szexuális tanítása (Jao Sun jin-tao (Yao Shun yindao) 堯舜陰道) 23 fejezet
- Tang és Pan Keng (Geng) szexuális tanítása (Tang Pan Keng jin-tao (Tang Pan Keng yindao) 湯盤庚陰道) 20 fejezet
- A Mennyei Vén és más mesterek szexuális tanítása (Tien-lao ca ce jin-tao (Tianlao za zi yindao) 天老雜子陰道) 25 fejezet
- Tien-ji (Tianyi) szexuális tanítása (Tien-ji jin-tao (Tianyi yindao) 天一陰道) 24 fejezet
- A Sárga Császár és a három király módszerei a férfierő táplálásához (Huang Ti szan vang jang jang fang (Huang Di san wang yang yang fang) 黃帝三王養陽方) 20 fejezet
- A három iskola módszerei a hálószobai gyermeknemzéshez (Szan-csia nej-fang ju ce fang (Sanjia neifang you zi fang) 三家內房有子方) 17 fejezet

Ezek közül ma már egy sem ismert. Sok esetben még a cím alapján sem lehet következtetni a pontosabb tartalmukra, hiszen a nyolc kézikönyvből hat csak különböző legendás, mitikus személy „szexuális tanítását” (jin-tao (yindao) 陰道 / 阴道) jelöli. A régi Kínában szokás volt, hogy a – nem csak a szexuális tanokkal kapcsolatos – különféle művekben közzétett ismereteket legendás személyeknek tulajdonították, így nem csoda, ha a fent említett nyolc mű címében is elsősorban a taoista panteonból ismert személyek vannak feltüntetve.

### Korai orvosi irodalom

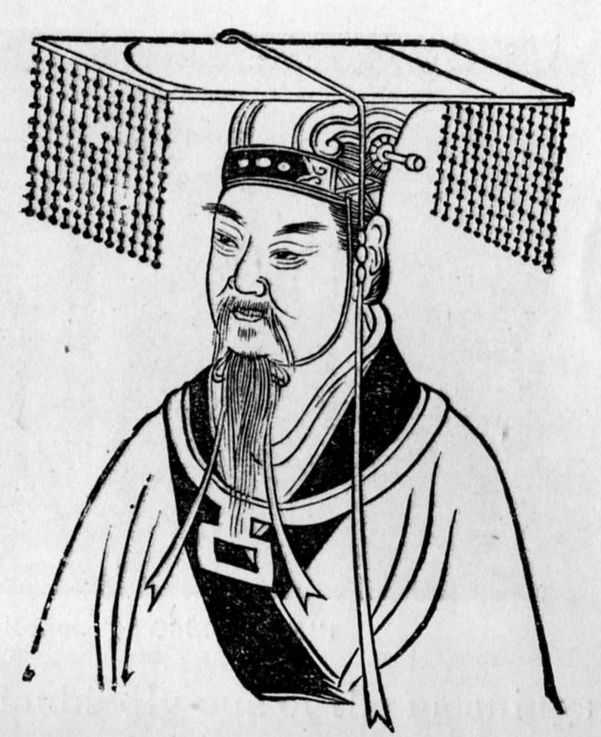
A legendás Sárga Császár portréja, akinek a hagyomány több orvosi és szexuál-praktikai kézikönyvet tulajdonít

Ezek és a hasonló értekezések azonban nem tekinthetők szépirodalmi alkotásoknak, bár kétségtelenül nagy hatást gyakoroltak későbbi irodalmi értéket is képviselő művekre. A szó szoros értelmében gyakorlati kézikönyvek voltak, amelyek műfajukat tekintve, a szintén gazdag orvosi, gyógyászati irodalommal hozhatók kapcsolatba. A művek száma arra enged következtetni, hogy a szexualitás a kora középkori Kínában korántsem számított tabu témának. A gyógyászathoz hasonlóan a hálószobatitkok is elsősorban a taoizmus vonzáskörébe tartoztak. Az első orvosi szakmunka a Sárga Császár belső könyvei, nagyjából i. e. 26-ban íródhatott. Valójában egy olyan kézikönyv, amelyben a szerző vagy szerzők a korábbi népi orvoslási ismereteket gyűjtötték egybe. A műben a legendás Sárga Császár és udvari orvosai folytatnak párbeszédet az emberi természet viszonyairól, az elemekről, a betegségekről, azok keletkezéséről és gyógyításáról. A legendás uralkodó alakjára a szerelmi tankönyvek is gyakorta hivatkoznak, mint például a Han su (Han shu)ban olvasott lista 7. tétele. Az sem kizárt, hogy a 8. mű is a Sárga Császárral függ össze. A mű címében szereplő „három iskolának” (szan-csia (sanjia) 三家) mibenlétéről ugyan nem lehet tudni semmi pontosat, de egyes vélemények szerint a Sárga Császár három szexuális tanácsadónőjére vonatkozhat. Erre enged következtetni a híres filozófus, Vang Csung (Wang Zhong) 王充 (i. sz. 27-97) egyik megjegyzése, amely művében, a Mérlegelésekben (Lun-heng (Lunheng) 論衡 / 论衡) olvasható: „Az Egyszerű Lány elmagyarázta a Sárga Császárnak az ‘öt nő’ módszereit, amelyekkel nem okoz kárt az apa és anya testének, továbbá elmagyarázta a férfi és a nő természetét is.” Egyes vélemények szerint az idézetben szereplő „öt” helyett „hármat” kell érteni, és így a szöveg tulajdonképpen az Egyszerű Lány (Szu-nü (Sunü) 素女), a Titokzatos Lány (Hszüan-nü (Xuannü) 玄女) és a Választott Lány (Caj-nü (Cainü) 采女) tanácsaira, tanításaira vonatkozik.

### A taoizmus hatása

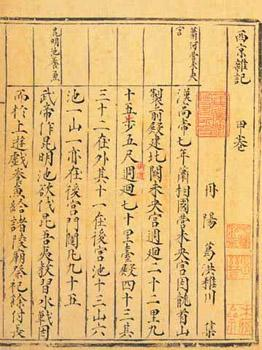
Ko Hung (Ge Hong) 葛洪 művének első lapja

Az ókorban kibontakozott filozófiai taoizmusnak ekkoriban kezdett kialakulni egy sokkal inkább gyakorlatias válfaja, melyet a szakirodalomban vallásos taoizmusnak is neveznek. Ennek elsődleges célja a halhatatlanság elérése volt, amelyet a legkülönfélébb módon próbáltak megvalósítani. A taoisták kísérletezéseik közben meglehetősen nagy tapasztalatokat szereztek az emberi test anatómiájával és a szervek működésével kapcsolatban, de az alkímia kínai változatának megjelenése is nekik köszönhető. Érthető hát a taoizmus és a gyógyászat között kialakult szoros kapcsolat. A legtöbb taoista a szeretkezés gyakorlásában is az egészségmegőrzés, a hosszú élet biztosításának egyik zálogát látta. Ha a halhatatlanság ezen az úton nem is érhető el, tanításuk szerint a szeretkezés megfelelő gyakorlása mindenképpen hozzásegít a matuzsálemi életkor eléréséhez. Több, a korai középkorban íródott taoista szellemiségű műben található szexualitással kapcsolatos részlet. Ilyen például a feltehetően az i. sz. 2-3. században íródott gyűjtemény, a Halhatatlanok történetei (Lie hszien csuan (Lie xian zhuan) 列仙傳 / 列仙传). Azonban még taoista berkekben sem vált általánossá az a nézet, hogy a szeretkezés hozzásegíthetne a magas életkor eléréséhez. A korabeli taoista irodalom legjelentősebb alkotása Ko Hung (Ge Hong) 葛洪 (3-4. sz.) nevéhez fűződik, A természetes egyszerűséget magához ölelő mester (Pao-pu-ce (Baopuzi) 抱樸子 / 抱朴子). Ko Hung (Ge Hong) már egész filozófiáját csupán egy olyan módszernek tekintette, amellyel a halhatatlanság elérhető. A gyakori szeretkezést megfelelő szabályok betartása mellett Ko Hung (Ge Hong) is igen fontosnak tartotta, amely elengedhetetlen az egészségmegőrzéshez és a hosszú élet eléréséhez, ám kortársai némelyikével ellentétben korántsem hirdette annak kizárólagosságát.

### Mavangtujból előkerült szövegek

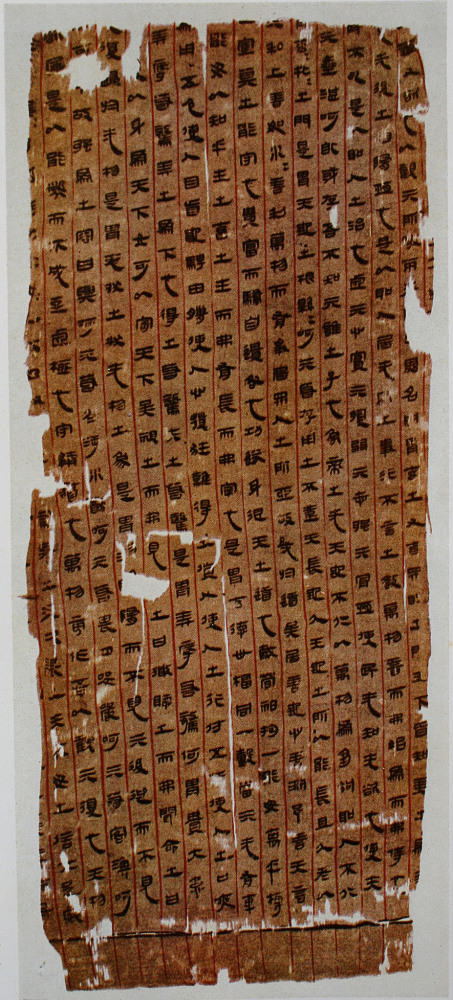
Mavangtuj (Mawangdui)ban talált, selyemre írt szöveg

A Han-korban íródtak olyan szerelemi kézikönyvek is, amelyeket a Han su (Han shu) bibliográfiájában nem szerepelnek. 1973 végén és 1974 elején egy régészeti feltárás alkalmával Mavangtuj (Mawangdui)ban 馬王堆/马王堆 a 3-as számmal jelzett sírból nagy mennyiségű, selyemre és bambuszcsíkokra írt szöveg került elő.324-344. o. (Liu 1993) A szövegrekonstrukciós munkálatok során kiderült, hogy a mintegy százhúszezer írásjegyet tartalmazó lelet több mint húsz, addig ismeretlen mű töredéke. A sírban talált művek egyikének datálása szerint a lelet minimum i. e. 168-ból származó szövegeket tartalmaz. A leletet zömében orvosi művek töredéke alkotja, melyek közül többnek is szerelmi praktikákkal kapcsolatos részei is vannak. A mavangtuji (mawangdui-i) régészeti lelet egyik legkiemelkedőbb darabjai a 101 bambuszcsíkon olvasható Tíz kérdés (Si ven (Shi wen) 十問/十问), a 36 bambuszcsíkra íródott A jin és a jang egyesítése (Ho jin-jang (He yin-yang) 合陰陽/合阴阳) és Az égalatti legnagyobb tanítása (Tien-hszia cse tao tan (Tianxia zhi dao tan) 天下至道談/天下至道谈). Ez a három alkotás jelentős mértékben bővítette Kína korai szerelmi művészetével kapcsolatos ismereteket.

#### Tíz kérdés
A Tíz kérdés már címében is utal a rövidke mű tagolására. A már ismertetett, jellegzetes módon párbeszédes formában íródott alkotás tíz, jól elválasztható részre osztható, amelyet az ismeretlen szerző fejezetcímként is feltüntet. Természetesen a Tíz kérdés nem teljes terjedelmében a szerelem művészetével foglalkozik. Az első kérdés a világon található dolgok, a Nap és a Hold természetét firtatja, ám az Égi Mester a jin (yin) és a jang (yang) táplálásával kapcsolatban szertét ejti, hogy kifejtse a közösülés egészségre gyakorolt hatását. A Sárga Császár második kérdése az arcbőr minőségére vonatkozik, nevezetesen: mi biztosíthatja, hogy az ember bőre üde, ruganyos és fehér legyen. Tanácsadója szerét ejti, hogy a hosszan tartó fiatalság eléréséhez a szeretkezésről is kifejtse álláspontját uralkodójának. Ebben a részben a nemi vágyat fokozó, a szexuális teljesítményt javító étrend is szóba kerül. A harmadik kérdés arra vonatkozik, hogy mitől élnek és mitől halnak meg az emberek, a bölcs tanácsadó pedig nem marad adós a kimerítő válasszal. Ez az egyik legkorábbi, de mindenképpen a legrészletesebb kifejtése annak a taoista elméletnek, miszerint a sperma, azaz a jang (yang)-energia egyik legfontosabb hordozójának visszatartása hozzásegít az egészség megőrzéséhez és a hosszú élet eléréséhez.

#### A jin és jang egyesítése
A mavangtuji (mawangdui-i) második szöveg már címében is előrevetíti, hogy a rövidke mű a szeretkezés művészetének témáját járja körbe. A jin (yin) és a jang (yang) egyesítése (Ho jin-jang (He yin-yang)) cím úgy is értelmezhető, hogy a női és a férfi princípium egyesülése, vagy egyszerűen a nő és a férfi egyesülése. A 36 bambuszcsíkra íródott mű sorra veszi a szeretkezés fokozatait, a jin (yin) és a jang (yang) egyesítésének módját, a szerelmi játék szabályait, a nő vágyának öt megnyilvánulását, a szeretkezés tíz mozdulatát, a nő öt hangját és a beteljesedés, a kielégülés tíz jelét. A szöveg orvosi kapcsolatára utal, hogy az ismeretlen szerző a testrészeket gyakorta az akupunktúrás pontok elnevezéseivel jelöli.

#### Az égalatti legnagyobb tanítása
A Mavangtuj (Mawangdui)ban talált harmadik szöveg is kapcsolódik a legendás Sárga Császárhoz. Az ismeretlen szerző művében, Az égalatti legnagyobb tanításárólban a Sárga Császárt egy taoista istenség látja el jó tanácsokkal a szerelem művészetével kapcsolatban. Ez a szintén nem túl terjedelmes mű tematikájában, nyelvezetében sok hasonlóságot mutat a Tíz kérdéssel. Az első rész tartalma például teljes mértékben megegyezik a Tíz kérdés ötödik kérdésével, amely arra vonatkozik, hogy a nemi szerv miért öregszik gyorsabban a test többi részénél. Azonban sok olyan kifejezés, fogalom szerepel a műben, melyek A jin (yin) és a jang (yang) egyesítéséből ismertek. Így itt is találni hivatkozást a „tíz mozdulatra”, „a nő nyolc mozdulatára” stb. A szerző a korabeli művekhez hasonlóan nagy hangsúlyt fektet az ejakuláció minél tovább történő késleltetésére, amelynek egészségmegőrző hatást tulajdonít, és mindezt a szöveg első felében hosszasan kifejti. A rövidke mű további érdeme, hogy a szeretkezés gyakorlati részletezése mellett érdekes és meglepően pontos anatómiai ismereteket is közöl.

### További kézikönyvek
Szintén a korai középkor irodalmának kiemelkedő alkotásai Az Egyszerű Lány könyve (Szu-nü csing (Sunü jing) 素女經/素女经) és A Titokzatos Lány könyve (Hszüan-nü csing (Xüannü jing) 玄女經/玄女经) (egy mű) valamint a Tung-hszüan (Tongxüan) mester (Tung-hszüan-ce (Tongxüanzi) 洞玄子). Az Egyszerű Lány könyvéről feltételezhető, hogy az egyik, talán a legkorábbi gyűjteménye a szeretkezés művészetének. A korabeli források többször is hivatkoznak rá már az i. e. első századokban is, de az eredeti szöveg nem maradt fenn, csupán a Hat Dinasztia korában, a 6. században keletkezett későbbi változata ismert, amely nem biztos, hogy megegyezik a forrásokban emlegetett művel. Az Egyszerű Lány, akárcsak a Titokzatos Lány és a Választott Lány a mitikus uralkodó, a Sárga Császár tanácsadónője volt, aki a nemi élet rejtelmeibe vezette be az uralkodót.

#### Az Egyszerű Lány könyve és A Titokzatos Lány könyve
Az Egyszerű Lány könyve tartalmát és nyelvezetét tekintve sok hasonlóságot mutat a mavangtuji (mawangdui-i) szövegekkel, bár azoknál jóval részletesebb és terjedelmesebb. A műben a három tanácsadó egymást váltogatva válaszolt a Sárga Császár által feltett kérdésekre, és a szerelmi praktikák klasszikus kézikönyvének számít. A mű második felében, amely már A Titokzatos Lány könyvét alkotja, olvasható a szeretkezés kilenc pozitúrája. A mű kanonikus jellegét mutatja, hogy a metaforák mögé rejtett elnevezéses későbbi munkákban is gyakorta megjelennek.
A későbbi részekben a Titokzatos lány részletesen kifejti a jin (yin) és jang (yang) egyesüléséből keletkező „hét kárt” és „nyolc hasznot”. A nyolc haszon közé olyanok sorolandók, mint a mag megerősödése, az életerő békéje, a belső szervek haszna, a csontok megerősödése, a belső csatornák kiegyensúlyozása, a vérbőség, a testnedvek haszna és a test elrendezése. Ezek megvalósításához természetesen pontos útmutatást is mellékel. A hét kár pedig az életerő megszakadása, a mag elvesztése, a belső csatornák zavara, az életerő elfolyása, a végbél- és a húgycsőnyílás sérülése, az elzáródás, és a vér megbetegedése.

#### Tung-hszüan mester
A Tung-hszüan (Tongxuan) mester szövegének stiláris és tartalmi vizsgálata alapján megállapítható, hogy a mű az 5-7. századból származik. A szöveg első nyugati kutatója, Henri Maspero, és az ő nyomán Robert van Gulik is azt az álláspontot képviselik, hogy a mű szerzője nem más, mint a 7. század közepén élt egyik híres írástudó, bizonyos Li Tung-hszüan (Li Tongxuan) 李通玄 (635–730), aki a Tang-kori Kína fővárosában, Csang'an (Chang'an)ban az orvosi iskola vezetői tisztségét töltötte be. A művének első három fejezetét a szeretkezés és a kozmikus jelenségek hasonlóságának kifejtésére szánja. A negyedik résztől fogva azonban már a szerelmi praktikák gyakorlatias kérdéseivel foglalkozik. A Tung-hszüan (Tongxüan) mester összesen 16 részből áll. A szerző a tizenharmadik szakaszban a gyermeknemzés fortélyairól szól, és receptet kínál a biztos fogantatásra. A tizennegyedik részben a már várandós asszonyoknak szolgál jó tanácsokkal. A tizenötödik szakaszban a koruk miatt nem összeillő párok olvashatják a mester instrukcióit. Az utolsó, tizenhatodik rész olyan orvosságok receptjeit tartalmazza, amelyek fokozzák a férfiak teljesítőképességét, gerjesztik a nemi vágyat és elmulasztják az impotenciát.

## A Szuj- és a Tang-dinasztia kora
A Tang-kor igen bonyolult társadalmi kérdései legművészibben a lírában vetődtek fel, a líra nyújtott lehetőséget arra, hogy a legmegnyugtatóbb válaszokat adja. A Tang-dinasztia idején jelentkezett a legtöbb nagy kínai költő, akinek művészete nemcsak Kínában, hanem a kínai birodalom határain túl, több kelet-ázsiai országban is óriási hatást gyakorolt a későbbi korok művészetére. A korszak költeményeiben azonban nem csak az erotikus és pornográf műfaj ismeretlen, hanem a szerelmi líra is esetlegesen jelenik meg. A nemiség inkább csak a szép nők dicséretében, magasztalásában jelenik meg, nem pedig a szexualitásban.
Az elbeszélés, műfajként először a Tang-dinasztia idején emelkedik igazán művészi színvonalra. A Tang-kori elbeszélés-irodalomnak a fővárosi élet szolgált alapul, írói pedig a fővárosi hivatalnokok és a fővárosba özönlő, az államvizsgáikra készülő írástudók, tudósjelöltek közül kerültek ki. A felvirágzó, nyüzsgő fővárosi életnek elengedhetetlen tartozékai voltak a bordélyházak és a legelőkelőbb művelt réteg köreiben is oly népszerű kurtizánok. Ez a társadalmi háttér szolgáltatott kimeríthetetlen számban témát az elbeszélések íróinak. A Tang-kori novelláknak köszönhető, hogy a szerzők az irodalmi alkotások főhőseivé nem ritkán az énekes lányokat, prostituáltakat teszik, reális képet nyújtva a korabeli társadalom ezen rétegéről. Így aztán egynéhány Tang-kori novella a prostituáltak életét bemutatva már-már az erotika határát súrolja. Ezek közül is az egyik leghíresebb Po Hszing-csien (Bai Xingjian) 白行简 / 白行簡 (776-826) nevéhez fűződik, aki a rendkívüli tehetségű költő, Po Csü-ji (Bai Juyi) (772-846) testvéröccse volt. 795-ben írt, nagyszerű, tökéletes novellájában, az Egy léha nőcske történetében (Li Va csuan (Li Wa zhuan) 李娃傳 / 李娃传) az ügyes kurtizán minden vagyonából kiforgat egy előkelő fiatalembert, aki éppen a vizsgájára készülődött. Így az ifjú kénytelen megjárni a városi szegénység, a nyomor poklait. Végül Li Wa (Li Va), a kurtizán ismét rábukkan, megszánja őt, magához veszi, táplálja, ruházza, sőt a vizsgák letételére is ösztönzi és hivatalnokot csinál belőle. Természetesen ezekben a novellákban még nyoma sincs a későbbi szókimondó, fesztelen hangvételnek. A szexualitásra, a szeretkezésre épp csak utalnak a szerzők az olyan leírásokkal, mint, pl. „az ifjú meg a lány bizalmas beszélgetésbe elegyedett és kedvükre nevetgéltek-enyelegtek egymással”, „leeresztették a függönyöket, leheveredtek a vánkosokra és örültek egymásnak, míg csak a szívük be nem telt az örömmel”, „a szenvedélytől eszét vesztve átölelte a lányt, hogy magáévá tegye” stb.
Minden kétséget kizáróan a Tang-korban született erotikus jellegű szépirodalmi alkotások közül a legkülönlegesebbet és a legértékesebbet csak a 20. század elején ismerhette meg a világ. 1913-ban az észak-kínai Tunhuang (Dunhuang)ban számos értékes írott anyag mellett a francia sinológus, Paul Pelliot bukkant rá a 9. század elején keletkezett páratlan alkotásra, amelynek létezéséről addig még a kínai irodalomtörténet sem tudott. A jelenleg Párizsban őrzött kézirat a korban népszerű, úgynevezett fu, azaz prózaversben íródott, és alkotója nem más, mint a már korábban említett Po Hszing-csien (Bai Xingjian) (776-826). Po Hszing-csien (Bai Xingjian)t különösképpen foglalkoztatta a két nem közötti intim kapcsolat, hiszen az már a fő művének tartott elbeszélésében, az Egy léha nőcske történetében is központi helyet foglal el. Az ezeregyszáz év után napvilágra került alkotásának teljes címe: Az Ég és Föld, a jin (yin) és jang (yang) egyesülésének öröme, azaz a leghatalmasabb gyönyör dala (Tien-ti jin-jang csiao huan, ta lo fu (Tiandi yin-yang jiao huan, da le fu) 天地陰陽交歡大樂賦 / 天地阴阳交欢大乐赋), rövid címén A leghatalmasabb gyönyör dala (Da le fu (Ta lo fu) 大樂賦 / 大乐赋), vagy egyszerűen a Gyönyörök gyönyöre. A kéziratos alkotás számos olyan kifejezést, szót tartalmaz, amely más írott forrásból ismeretlen, ezekről feltételezhető, hogy kifejezetten a korban használt, nyelvi fordulatok írott változatai lehetnek. A klasszikus szabályoknak megfelelő alkotás egyébiránt gyakorta él a korabeli beszélt nyelvi elemekkel. A gyönyörök gyönyöre 13 szakaszra osztva a legkiválóbb művészi eszközökkel járja körbe a férfi és nő intim kapcsolatának, a szexualitás témáját.

## A Szung és a Jüan-dinasztia kora

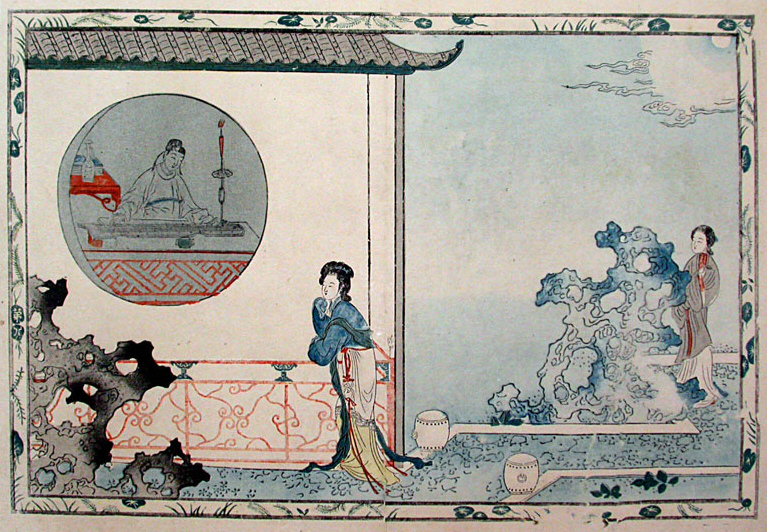
A nyugati szoba egyik illusztrációja 1640-ből.

Ebből a korszakban a profán, pornográf irodalom egykori létezése csupán más művek hivatkozásaiban maradt fenn, maguk a művek mára elvesztek. Meglepő módon a korszakra vonatkozó történeti művekkel ellentétben a Szung (Song)-dinasztia krónikájából, a Szung si (Song shi)ben 宋史 nyoma sincs a kifejezetten szexuális jellegű irodalomnak. Egyetlen olyan, hivatalosan jegyzett mű címe sem maradt fenn, amely a hálószoba művészetével foglalkozna. Ebből arra lehet következtetni, hogy a Szung (Song)-kori Kínában feltehetően a korábbi századokban keletkezett hasonló művek élhették reneszánszukat. A korabeli írásbeliségre egyébként is jellemző, hogy a tudományok és művészetek majd mindegyik területén nagy összefoglaló munkákat szerkesztettek, gyűjtöttek egybe és adtak ki. A szexuális szakirodalom csak érintőlegesen jelenik meg a Szung (Song)-korból ismert jó néhány orvosi, gyógyászati kézikönyvben, melyek elsősorban a szexuális jellegű betegségek orvoslásával, problémák kezelésével, a fogamzással és a terhességgel kapcsolatban szolgálnak jó tanácsokkal, receptekkel. Ezek közül is a legismertebbek a huszonnégy fejezetből álló Receptek asszonyok számára (Fu-zsen liang-fang (Furen liangfang) 婦人良方) és a több mint százharminc korabeli orvosi műből összeválogatott Az egészségmegőrzés fajtáinak gyűjteménye (Jangseng lej cuan (Yangsheng lei zuan) 養生類纂 / 养生类纂).
A mongol, Jüan (Yuan)-dinasztia (1280-1368) éveire tehető a fejlett drámairodalom megjelenése. Ezt korszakot méltán nevezi az irodalomtörténet az „opera-dráma virágkorának”. A kínai opera-, drámairodalom azonban csak az erotikával, szexualitással igen csínján bánt, ebből a korból egyáltalán nem ismert az Európában népszerű pajzán népi színjátékokhoz hasonló. A szövegkönyvek hiánya azonban még nem jelentheti egyértelműen, hogy ez a műfaj egyáltalán nem is létezett. A fennmaradt drámák az erotikát csak művészi eszközként alkalmazták, főként a közkedvelt szerelmi történetek feldolgozásánál. A Jüan (Yuan)-korban született szerelmes témájú drámák legjobbikának vitathatatlanul a 14. században élt és alkotott Vang Si-fu (Wang Shifu) 王实甫 művét, A nyugati szobát (Hszi hsziang csi (Xi xiang ji) 西廂記 / 西厢记) tartják. Ezt a bájos, az igazi drámai kifejletet nélkülöző történetet valamennyi kínai ismeri, és ma is népszerű. Közkedveltségét nyilván a főhősök, a szépséges Jing-jing (Yingying) 鶯鶯 / 莺莺 és az ifjú Csang Csün-zsuj (Zhang Junrui) 張君瑞 / 张君瑞 állhatatos, hűséges jellemének köszönheti. A szerelmes pár példamutató merészséggel száll szembe minden cselszövéssel, ravasz ármánnyal, és nem utolsósorban a patriarchális Kína merev hagyományaival, zord szabályaival, hogy szerelmüket beteljesítsék. Vang Si-fu (Wang Shifu) drámájában főként a tiszta szerelmi vágytól fűtött, egymás iránt epekedő szerelmesek áriáiban jelennek meg finoman erotikus képek, ám témájánál fogva magát a művet természetesen mindvégig áthatja valami szenvedélyes erotikus hangulat.

## A Ming-dinasztia kora

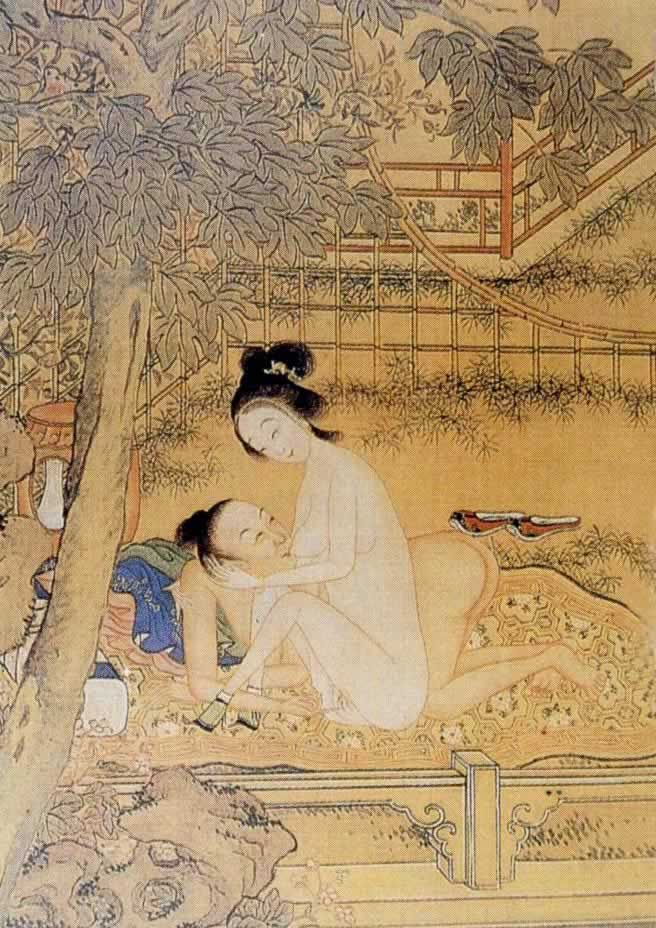
Egy Ming-kori erotikus csun-kung hua (chungong hua)

A régi Kínában a Ming-dinasztia idejére tehető az erotikus- és pornográf-irodalom igazi virágkora. Nem csak a korábbi évszázadokban, az e témában íródott művek örvendtek nagy közkedveltségnek, de a Mingek uralta majd háromszáz év alatt is tengernyi alkotás született.
A Ming-dinasztia korában nyert meg magának szélesebb közönséget az erotikus festészet is. A pornográf képek műfaját kínaiul csun-kung huá (chungong huá)nak 春宮畫 / 春宫画, azaz „tavaszi palotaképeknek” nevezik. Korabeli forrásokból tudható, hogy műfaj már a korábbi dinasztiák idején is létezett, ám csak ekkortól kezdve ismert egy némelyik alkotás, illetve ritkább esetben a művész neve is fennmaradt.
A Ming-dinasztia idején is nagy számban jelentek mely olyan orvosi szakkönyvek, amelyek részben vagy egészben a szexualitással foglalkoznak. Ezek közül is kiemelkedő alkotások egyike az 1445-ben összeállított Orvosi receptek gyűjteménye (Ji-fang lej-csü (Yifang leiju) 醫方類聚 / 医方类聚), amely 350 fejezetben 150 témában közli a korabeli orvosi, gyógyászati ismereteket, köztük a hálószoba művészetéhez kapcsolódókat is.
Az orvosi művek mellett kifejezetten a szexualitással kapcsolatos kézikönyvek is jelentek meg. Ezek közül a leghíresebb, a feltehetően a 16. század végén megjelent Az Egyszerű Lány csodálatos beszédei (Szu-nü miao lun (Sunü miao lun) 素女妙論 / 素女妙论), melynek törzsanyagát a már ismertetett Az Egyszerű Lány könyve és a Tung-hszüan (Tongxuan) mester alkotja. Az ismeretlen szerző műve a már megszokott formában a Sárga Császár és szexuális tanácsadónője, az Egyszerű Lány között zajló párbeszédes formában tárgyalja a hálószoba művészetének titkát. Az alapos, minden részletre kiterjedő szakkönyv összesen nyolc kategóriába osztja a nő és a férfi, azaz a jin (yin) és a jang (yang) egyesülésének témáját.
Az erotika és a pornográfia irodalmi vonatkozásai azonban leginkább a Ming-dinasztia idején megjelenő regényekben érhetők tetten. A legtöbb esetben laza egységgé fűzött elbeszélések alkotta regények közül, melyeket leginkább a korai európai pikareszk regényekhez szokás hasonlítani, több tucatnak nyilvánvaló célja, hogy a különböző erotikus témák feldolgozásával minél nagyobb olvasótábort toborozzon. A kínai regényirodalomra jellemző, hogy a hivatalosan elismert, méltatott és támogatott írásbeliségtől külön, eltérő úton alakult ki és fejlődött. Ennek megfelelően a regényirodalom is az egyszerűbb népek által kedvelt, sok esetben a mindennapokból merített témákat dolgozta fel. A legnépszerűbbek a történelmi és mitológiai tárgyú történetek voltak, de ezek egy részét nem kevés erotikus, pornográf elem tette színesebbé. Születtek azonban kifejezetten az érzéki vágyakra ható pornográf regények is, melyek művészi színvonala meglehetősen széles skálán mozgott. A legsilányabb valódi ponyvairodalomtól kezdve egészen az érett művészi eszközökkel megalkotott regényekig létezik. E regények közül egyik-másik a témája, és leplezetlen szókimondó stílusa ellenére is a mai napig a klasszikus kínai irodalomtörténet kiemelkedő alkotásának számít. Manapság a legbátrabb kínai irodalomtörténetek mintegy tucat olyan regényt ismertetnek, melyek a pornográfia műfajába sorolhatók. A elmúlt évtizedekben a népi Kínára jellemző prüdéria és a szabatosság minden formáját tiltó cenzúra miatt ezek nagy része ma még nem vagy csak nagy nehézségek árán ismerhető meg, szerezhető be.

### Kénye-kedvére úr története
Ismeretlen szerző műve a Kénye-kedvére úr története (Zsu-ji-csün csuan (Ruyijun zhuan) 如意君傳 / 如意君传), ami valamikor 1521–1620 között íródhatott. A majdnem feledésre ítélt páratlan regény főszereplője valós történelmi személy, ráadásul nem is kisebb méltóság, mint Kína egyetlen császárnője, Vu Cö-tien (Wu Zetian) 武則天 / 武则天 (kb. 625–705), akit a hagyományos történetírás trónbitorlónak tart, hiszen 690-ben megszakítva a Tang-dinasztia (618-907) folytonosságát Csou (Zhou) 周 néven saját dinasztiát alapított, ami 15 évvel később bekövetkezett haláláig, 705-ig létezett. A kínai irodalomban szinte mindig zsarnok, önkényeskedő uralkodóként jelenik meg az alakja, aki életében azzal is kivívta alattvalói nemtetszését, hogy idős korában is férfi szeretőket tartott maga körül. A regény központjában az idős császárnő és egyik fiatal szeretőjének, Hszüe Ao-cao (Xue Aocao)nak 薛敖曹 a szerelmi története áll. Az idős (a regény szerint ekkor 70 éves) császárnő palotabéli szeretői egyikével sem teljes mértékben elégedett, míg be nem mutatják neki a tekintélyes méretű férfiassággal és állóképességgel rendelkező ifjút, akit minden tekintetben kedvére valónak talál. El is nevezi őt Kedvemre-való úrnak ( Zsu-ji-csün (Ruyijun) 如意君), sőt a tiszteletére még az uralkodói korszak nevét is megváltoztatja Zsu-ji (Ruyi)ra 如意. A történet végén az idős császárnő érezvén közelgő halálát, arra kéri szerelmét, szökjön el a fővárosból és rejtőzzön el, hiszen a halála után a trónra lépő új császár biztosan mindenkit ki fog végeztetni, aki közel állt hozzá. Hszüe Ao-cao (Xue Aocao) lesújtva és bánatosan ugyan, de eleget tesz a kérésnek. A császárnő halálát követően, az új uralkodó csakugyan tisztogatásba kezd, de Hszüe Ao-cao (Xue Aocao)nak korábbi segítsége miatt megkegyelmezne. Csakhogy a férfit ekkor már senki nem találja. Később a fővárostól távol, Csengtu (Chengdu)ban látják őt, és bár évtizedek teltek el azóta, ő mégsem néz ki 20 esztendősnél többnek, s a taoista halhatatlanok madártoll-köpenyét és sárga kalapját viseli. A regény érdekessége, hogy nem a későbbi regények nyelvén, a beszélt nyelvhez közelítő úgy nevezett paj-hua (baihua) nyelven íródott, hanem a magas irodalom nyelvének számító klasszikus kínai venjen (wenyan)ben. Leplezetlenül, meglehetősen nyíltan tárgyalja a szerelmespár szexuális életének részleteit. Ez a regény tekinthető az első kínai pornográf regénynek, amely kétségkívül hatással volt a később született hasonló zsánerű alkotásokra is. Mint az kimutatható, például a továbbiakban bemutatandó, Szép asszonyok egy gazdag házban című regény 18., 19., 27-29., 50-52., 61., 63., 78. és 79. fejezetében olvasható erotikus leírások javarészben ennek a regénynek szexuális témájú megfogalmazásait tükrözik vissza.

### Szép asszonyok egy gazdag házban

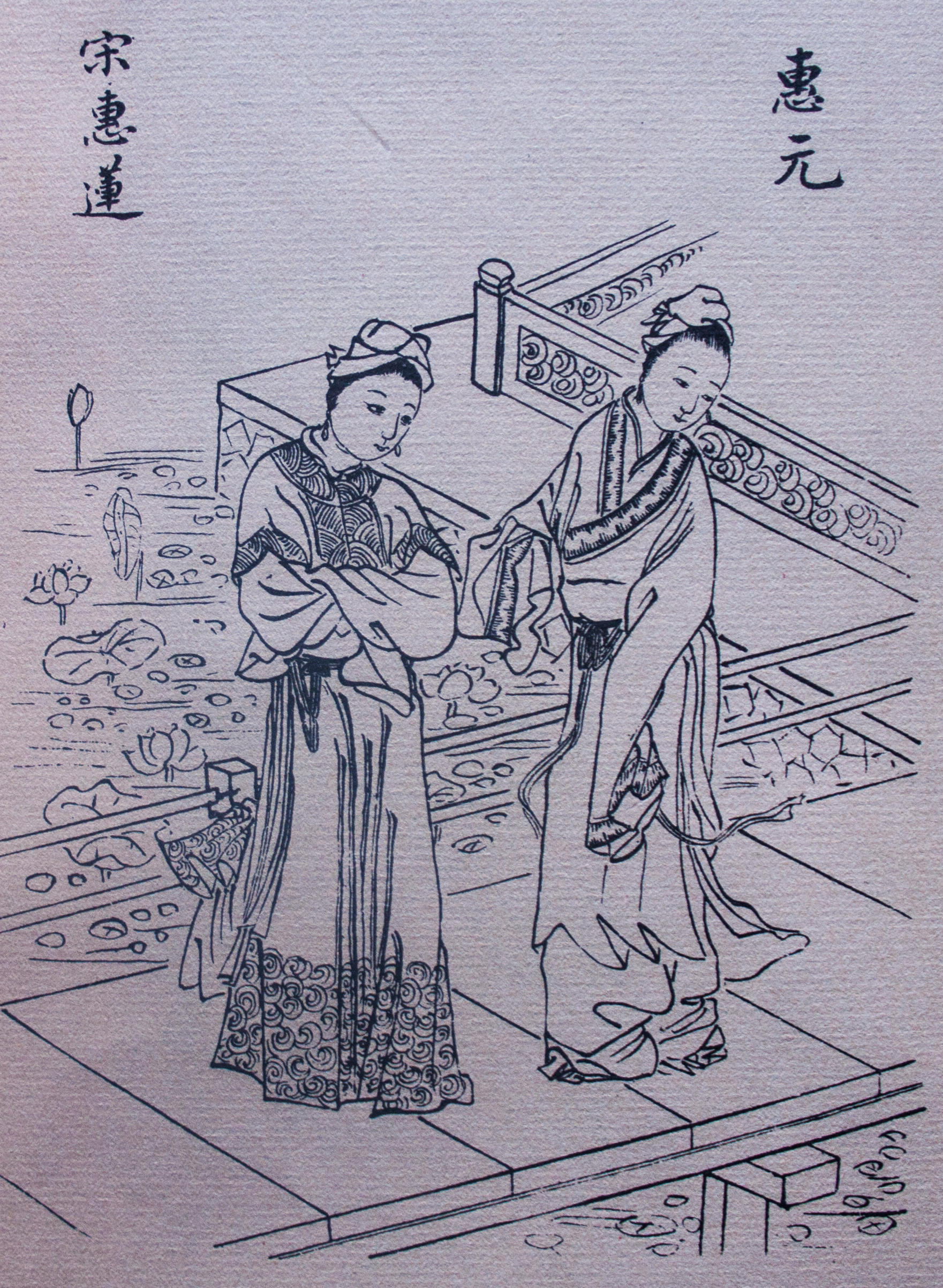
A Szép asszonyok egy gazdag házban egyik illusztrációja a 17. századból

A kínai regényirodalom egyik legjelentősebb alkotásának a szakértők és a laikus olvasók egybehangzó véleménye alapján a Szép asszonyok egy gazdag házban (Csin Ping Mej (Jin Ping Mei) 金瓶梅) számít. A Csin Ping Mej (Jin Ping Mei) főhőse a szoknyabolond, kéjenc Hszi-men Csing (Ximen Qing) 西門慶 / 西门庆, akinek három nagy szerelme nevére utal a regény címe: a Csin (Jin) 金 („arany”) szó Aranylótusz (Pan Csin-lien (Pan Jinlian) 潘金蓮 / 潘金莲), a Ping 瓶 („váza”) szó Váza asszony (Li Ping-er (Li Pinger) 李瓶兒 / 李瓶儿), a Mej (Mei) 梅 („szilva”) szó pedig Tavasziszilva (Pang Csun-mej (Pang Chunmei) 龐春梅 / 庞春梅) nevéből való. A három szó szimbolikus jelentését egybeolvasva adódik a „szép asszonyok egy gazdag házban” értelmezés.
E kiváló, irodalomtörténetileg is kiemelkedő regény szerzője ismeretlen, csupán annyit tudunk róla, hogy a 16. század második felében egy jelentős és minden bizonnyal más művek alkotójaként jól ismert írástudó lehetett. Már a mű megjelenése óta élénk viták zajlanak a szerző kilétével kapcsolatban, vannak, akik azt sem zárják ki, hogy a rejtélyes irodalmár esetleg nő lehetett.
A regény sokáig csak kéziratos formában létezett, csak 1610 körül nyomtatták ki először. Ez a kiadás nem maradt fenn, csupán egy 1617-es kiadás előszavából lehet tudni róla. A könyv megjelenése óta nagy sikernek örvendett birodalom szerte, ám az 1644-ben uralomra jutott mandzsu dinasztia egyik nagy formátumú uralkodója, Kang-hszi (Kangxi) császár 1687-ben olyan szigorú rendeletet bocsátott ki, melynek értelmében valamennyi buddhista, taoista művel együtt az „erkölcstelennek” ítélt műveket is betiltotta. E tiltás ellenére, még a szigorú császár életében, 1708-ban a Csin Ping Mej (Jin Ping Mei)t mandzsura is lefordították, és a legenda szerint a fordító maga a császár fivére volt. A 18. század folyamán többször is betiltották az erotikus, pornográf művek és a Csin Ping Mej (Jin Ping Mei) mindig az indexre került művek között volt.
Noha a regény története a Szung (Song)-dinasztia utolsó nagy császárának az idejében (1100-1126) játszódik, az ismeretlen szerző egyértelműen saját korának, a 16. század második felének közállapotairól és erkölcseiről számol be. A korrupciótól teljesen átitatódott, züllött társadalom képe bontakozik ki, ahol a erény, a hagyományos értékek, rítusok kiürültek, semmitmondóvá váltak. A regény központi témája egy ilyen „gazdag ház”, amely belső értékeinek elvesztésével, céltalanságával a korabeli társadalom hanyatlását is illusztrálja.
Ám legyen a Csin Ping Mej (Jin Ping Mei) bármilyen kiváló, kritikai hangvételű társadalombírálat, közkedveltségét korántsem ennek köszönhette. A regény mindenkor népes olvasótábora főleg azokból verbuválódott, akiket a főhős, Hszi-men Csing (Ximen Qing) és a szép asszonyok magánélete érdekelt, abból is elsősorban az intimitások részletes és érzékletes ábrázolása. A betiltások során, a hivatalos indoklásokban a Csin Ping Mej (Jin Ping Mei)t egyszerűen pornográf regénynek minősítették, és sokáig nem is kívánták annak irodalmi, irodalomtörténeti jelentőségét vizsgálni. A kínai elbeszéléstörténetéről írott művében már Lu Hszün (Lu Xun) is felhívta a figyelmet arra, hogy a 15. és a 16. században mennyire nyílt, sőt divatos dolog volt a „szerelem művészetével” való foglalatoskodás. Lu Hszün (Lu Xun) azt is megemlíti, hogy ekkoriban olyanok is voltak, akik úgy jutottak magas hivatali állásokhoz, hogy hatásos nemi izgatószereket ajánlottak fel feletteseiknek vagy akár magának a császárnak.
Vitathatatlan, hogy művészi, irodalmi értékével a Csin Ping Mej (Jin Ping Mei) egyik legkiemelkedőbb alkotása ennek a műfajnak. A regényből kiderül, hogy ebben a korszakban a szerelem művészete nem ismert korlátokat. Gazdag tárháza a szexuális praktikáknak, a korabeli szokásoknak, melyek igazi értékét kendőzetlen szókimondása és realizmusa adja. A regényben a történet erotikus szálát Hszi-men Csing (Ximen Qing), a gazdag kereskedő szexuális mohósága, telhetetlensége alkotja. Hszi-men Csing (Ximen Qing) legnagyobb szerelme a fent említett három asszony volt, akiket sorra hálózott be, és nyert meg partnernek saját vágyai beteljesítéséhez.

### A szerelem imaszőnyege

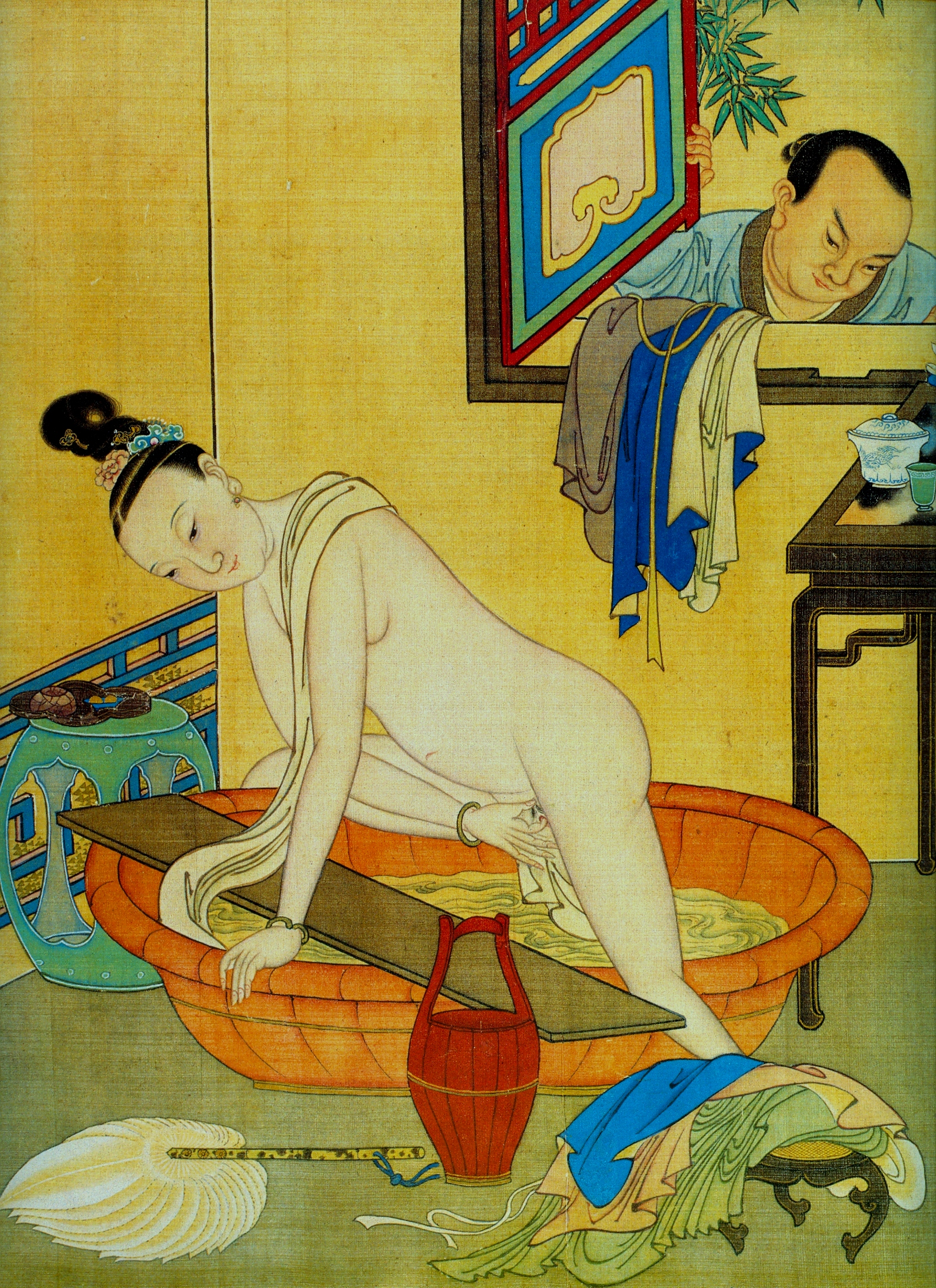
A szerelem imaszőnyege egyik illusztrációja. Csiu Jing (Jiu Ying) (kb. 1494–1552)

A Ming-dinasztia másik jelentős, sokszor és sok helyen pornográfnak minősített alkotása A szerelem imaszőnyege (Zsou pu tuan (Rou pu tuan) 肉蒲團 / 肉蒲团). A Zsou pu tuan (Rou pu tuan) nem csupán a kínai pornográf műfaj követelményei támasztotta mércével mérve tekinthető kiemelkedő alkotásnak, de sok sinológus is azon a véleményen van, hogy a klasszikus kínai regényirodalom egyik legjelentősebb alkotása. Már keletkezésekor, a Ming-kor végén igen népszerű volt, ám az 1644-ben dinasztiát alapító mandzsuk nem csak jóval prűdebbnek bizonyultak az országot kormányzó elődeiknél, de tevékenyen fel is léptek, hogy a testi örömöket, a szexuális gyönyöröket nyíltan, leplezetlenül ábrázoló műveket ne olvashassa a szórakozni, tanulni vágyó műveltebb közönség. Nem meglepő, hogy a Zsou pu tuan (Rou pu tuan)t is ilyen alkotásnak ítélték, így aztán indexre tették, betiltották, kiadását nem engedélyezték. Ennek és a hasonlóan tiltott könyveknek a birtoklását, terjesztését szigorúan büntették. Mint a tiltások általában, csak fokozták az érdeklődést a regény iránt, és mint a szankciókat általában, a Zsou pu tuan (Rou pu tuan) esetében sem lehetett maradéktalanul végrehajtani. Birodalom szerte léteztek illegálisan kiadott példányok, de a regény kínai népszerűsége felkeltette a szomszéd Japán figyelmét is. Lu Hszün (Lu Xun) Zsou pu tuan (Rou pu tuan)t a Szép asszonyok egy gazdag házban után az első helyre teszi, sőt azzal egyenértékű műnek ítéli. Ennek ellenére az ezt követő irodalomtörténetek még csak a címét sem említik, így érthető, hogy sokáig még a szakemberek sem hallottak róla. Nyugati felfedezése a kiváló német sinológusnak és műfordítónak, Franz Kuhnnak (1884-1961) köszönhető.
A Zsou pu tuan (Rou pu tuan) szerzője Li Jü (Li Yu) (1611-1680), aki regényével a Ming-dinasztia bukása előtt tíz évvel, 1634-ben készült el. A páratlan tehetségű fiatalember ekkor csupán huszonhárom esztendős volt. A hivatalhoz élete végéig nem jutott Li Jü (Li Yu) a szabad írástudók, művészek életét élte.
Talán a Zsou pu tuan (Rou pu tuan) az egyetlen olyan klasszikus kínai regény, amelyik elszakad a korabeli regények pikareszk jellegétől és szerkezetétől. Fejezetei nem önálló novellaként alkotnak regényméretű füzért, hanem szilárdan és következetes logikával követik egymást, amely a kezdetektől fogva egy nagy ívű drámai kifejletet, egy életpálya kicsúcsosodását sejteti. A regény főszereplője Vej-jang Seng (Weiyang Sheng) 未央生, azaz az Éjfél Előtti Tanítvány, aki a testi gyönyörök hajhászásával tulajdonképpen egy lelki fejlődés stációit járja végig, melynek kiteljesedéseképpen megtér egykori mesteréhez, a buddhista Magányos Csúcshoz, hogy „harag nélkül haladjon tovább az üdvösséghez vezető széles szantálfa ösvényen”.
Miklós Pál, a magyar nyelvű kiadás utószavának szerzője nem kevesebbet állít, mint hogy a klasszikus európai irodalomtörténeti fogalmak szerint a mű „fejlődésregény”. Ezt a véleményét arra alapozza, hogy Li Jü (Li Yu) regényének főhőse fejezetről fejezetre megújul: „új tapasztalatai birtokában nő fel addig, hogy végső megoldásként elfogadja a Magányos Csúcs remetéje által javasolt megoldást, a buddhista magány és elmélkedés életformáját.” Ez a fejlődés egyáltalán nem figyelhető meg például a korábbi nagy erotikus regény, a Szép asszonyok egy gazdag házban szereplői esetében, hiszen a főhős, „Hszi-men Csing (Ximen Qing) mindvégig ugyanaz a primitív, ösztönösen cselekvő lény kezdettől végig”.
| Egyéb Ming-kori erotikus és pornográf regény | Egyéb Ming-kori erotikus és pornográf regény |
| --- | -------------------------------------------- |
| - Pien er csaj (Bian er chai) 弁而釵 / 弁而钗 (4 rész, összesen 20 fejezet) - Pie ju hsziang (Bie you xiang) / 别有香 (24 fejezet) - Cse-po-ce (Chipozi) 癡婆子 / 痴婆子 (2 rész) - Csun meng szuo jen (Chun meng suo yan) / 春梦琐言 (1 rész) - Csun zsan hsziu ta (Chun ran xiu ta) / 春染绣塌 (14 fejezet) - Csun tuo haj-tang (Chun tuo haitang) / 春透海棠 (20 fejezet) - Huan-hszi jüan-csia (Huanxi yuanjia) 歡喜冤家 / 欢喜冤家 (24 fejezet) - Lang-si (Langshi) 浪史 (40 fejezet) - Szuj Jang-ti jen-si (Sui Yangdi yanshi) 隋炀帝艳史/ 隋炀帝艷史 (40 fejezet) - Hsziu-ta je-si (Xiuta yeshi) 綉榻野史 / 绣榻野史 (2 rész) - Ji-csun hsziang-cse (Yichun xiangzhi) 宜春香質 /宜春香质 (4 rész, összesen 20 fejezet) - Csao-jang csü-si (Zhaoyang qushi) 昭陽趣史 / 昭阳趣史 (4 rész) |                                              |

## A Csing-dinasztia kora

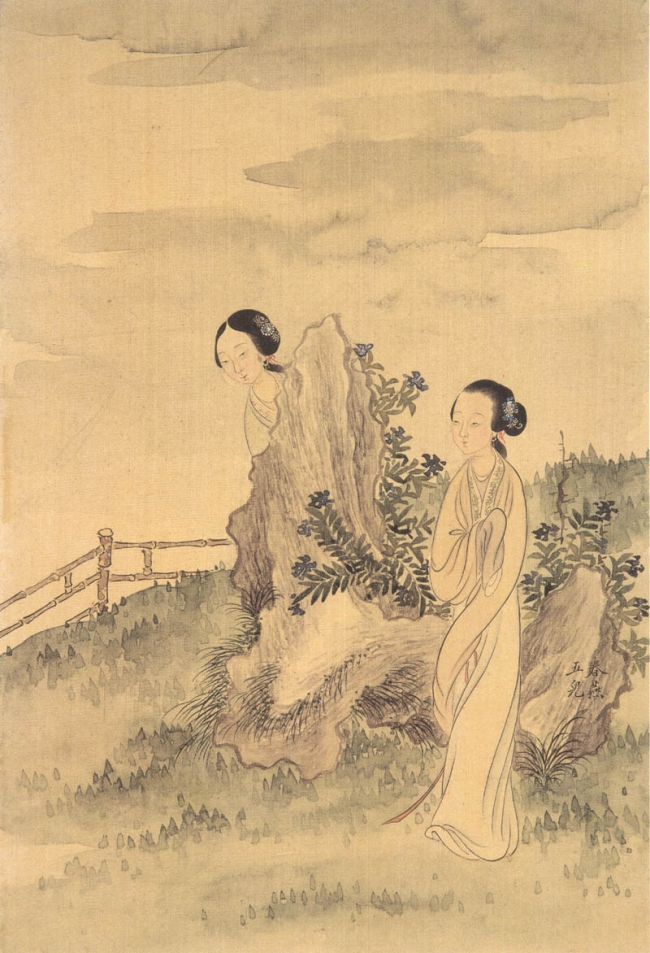
A vörös szoba álma egyik illusztrációja.
Kaj Csi (Gai Qi) 改琦 （1773-1828） alkotása

A klasszikus kínai erotikus és pornográf irodalomtörténetének utolsó nagy korszaka a Kínát északról elözönlő mandzsuk által alapított Csing (Qing)-dinasztia majd háromszáz esztendeje. A mandzsu uralkodók sokkal szemérmesebbnek bizonyultak, mint a megelőző korok kínai császárai, nem csak a pornográf irodalmat üldözték és tiltották, de sokszor a prostitúciót is szigorú rendeletekkel tiltották meg. Azonban a legszigorúbb tiltások ellenére is népszerűek voltak a sokszor illegálisan működő bordélyházak, és virágzott az erotikus és pornográf művek piaca is. A kis példányszámban, titokban sokszorosított és terjesztett alkotások a legmagasabb társadalmi rétegek otthonában éppúgy megtalálható volt, mint az egyszerű városi lakosságnál. Az óriási igény elsősorban a fametszetekkel illusztrált erotikus képes albumok iránt mutatkozott. Ezek a pár tucat, sokszor egyszerű és vázlatos ábrákból álló gyűjtemények legtöbbször egy-egy erotikus történet, regény, szerelmi tankönyv illusztrációi voltak. A korábban született ilyen tárgyú művek illusztrációinak zöme is a Csing (Qing)-kori változatok alapján ismert.
A mandzsu dinasztia idejéről mintegy hét regényt szokás a modern irodalomesztétikai kategóriák szerint valóban pornográfnak minősíteni, amelyek kinyomtatása, terjesztése és birtoklása már keletkezési idejükkor is szigorúan tiltott volt. Szerzőjük legtöbbször ismeretlen, sokszor csak irodalmi álnevüket ismerjük. Ezek az alkotások azonban csupán silány tucat-termékek, említésre méltó művészi értékkel nem rendelkeznek.

### A vörös szoba álma
A mandzsu kori erotikus irodalom kapcsán szokás megemlíteni a klasszikus kínai regény fő művét, A vörös szoba álmát. A 120 fejezetes, monumentális regény első nyolcvan fejezetét Cao Hszüe-csin (Cao Xuejin) (1719-1764) írta, állítólag saját ifjú kori emlékeit, élményeit felhasználva. A befejező negyven fejezetet egy bizonyos Kao O (Gao E) készítette 1791-1792-ben. A bonyolult, sokfelé ágazó történet az ifjú Pao-jü (Baoyu) és a szépséges Kék Drágakő szerelmének történetét meséli el. A regény magas művészi értékét a szereplők bravúros lélektani jellemzése, és a regény kompozíciója adja, amely radikális módon szakít a korabeli regények novellafüzér szerű, laza kapcsolódású szerkesztési módjával. A regényben egy korabeli előkelő nagycsalád élete bontakozik ki, melynek végén a hagyományos értékeit vesztett közösség, egy hasonló érték nélküli világban, társadalomban törvényszerűen felbomlik, szétesik. Ebben a hanyatlásban a két fiatal szerelme kezdetektől fogva kudarcra van kárhoztatva. A főhős, Pao-jü (Baoyu) egy lázadó hős, aki sem családja kötelékében, sem a társadalomban nem találja meg igazi helyét. Az egyszerű, könnyen érthető nyelven íródott regény már a korában is hatalmas népszerűségnek örvendett. Noha az erotika megjelenik a regényben, az közel sem olyan kendőzetlen, mint a Ming-dinasztia idején született, már bemutatott művekben. A vörös szoba álmában az erotika, a szexualitás sohasem öncélú, hanem funkcionálisan és mértékkel alkalmazott művészi eszköz, amely a korabeli társadalom életének ezen intim aspektusát hivatott bemutatni. A regény e jellegzetessége miatt viszonylag kevés olyan leírással találkozni, amely az eddig ismertetett, Ming-kori regényekre jellemző nyíltan pornográf részleteket akárcsak megközelítenék.
| Egyéb Csing (Qing)-kori erotikus és pornográf regény | Egyéb Csing (Qing)-kori erotikus és pornográf regény |
| --- | ---------------------------------------------------- |
| - Teng-cao ho-sang (Dengcao heshang) 燈草和尚 / 灯草和尚 - Ji csing csen (Yi qing chen) 怡情陳 / 怡情陈 - Caj Hua-csuan (Zai Huachuan) 載花船 / 载花船 - Sen-lou cse (Shenlou zhi) 蜃樓志 / 蜃楼志 - Pin-hua pao-csien (Pinhua baojian) 品花寶鑒 / 品花宝鉴 - Nao-hua cung (Naohua cong) 鬧花叢 / 闹花丛 - Csu-lin je-si (Zhulin yeshi) 株林野史 - Lü-je hszien-cung (Lüye xianzong) 緑野仙踪 / 绿野仙踪 |                                                      |

### Elbeszélések
Ebből a korból számos híresebb novelláskötet, gyűjtemény ismert, melyek esetenként akár több száz történetet is tartalmaznak. Kifejezetten erotikus vagy pornográf novellát ugyan nem tartalmaznak, de az erotika többen is jelen van. Továbbra is népszerűek voltak a kurtizánokról szóló történetek. A kor, és egyben a klasszikus kínai irodalom legkiválóbb novellistája Pu Szung-ling (Pu Songling) (1640-1715), akinek fő műve a Liao-csaj cse-ji (Liaozhao zhiyi). A majd félezer hosszabb-rövidebb elbeszélés közül jó néhányban megjelenik az erotika.

### Költészet
Az erotika, pornográfia ebben a korban csak lopva jelenhetett meg a költészetben is. Csing (Qing)-korban született pornográf albumok lapjain olvashatók efféle témájú alkotások. Az ilyen albumok közül az egyik leghíresebb a Robert van Gulik által beszerzett és közzétett Virágtábor – Brokáthadrend (Hua-jing Csin-csen (Huaying Jinzhen) 花營錦陣 / 花营锦阵), amely összesen huszonnégy fametszetet tartalmaz. A rövid bevezetőt követően valamennyi képet egy vers kommentálja. A versek a Szung-dinasztia idején virágzó, úgynevezett ce (ci), azaz dalvers formában íródtak, költői pedig a kor híres, hírhedt kurtizánjai és korhely írástudói, hivatalnokai lehettek, akik kivétel nélkül írói álnéven szignálták művüket.

## A Köztársaság kora
A császárkor bukását (1911) követő időszakban, a Kínai Köztársaság korából (1912-1949) is ismertek a korábbi regények nyelvezetén, stílusában és szerkezetében íródott művek, melyek között néhány erotikusnak vagy pornográfnak is minősíthető. Az ebben a korban született ilyen típusú regények közül ma mindössze két, szerényebb terjedelmű ismert:
- Örömteli találkozások története (Huan-hszi jüan (Huanxi yuan) 歡喜緣 / 欢喜缘; 12 fejezet)[m 19][56]
- Az érzelmek tengerének története (Csing haj jüan (Qing hai yuan) 情海緣 / 情海缘; 8 fejezet)

### Magyarul
- ↑ Cao 1965:  Cao Hszüe-csin: A vörös szoba álma. Fordította Lázár György. Európa Könyvkiadó, Budapest 1965. [Több kiadásban is.]
- ↑ Csongor 1986:  Csongor Barnabás: „Szerelmi élet a régi Kínában”. In Fejezetek a szexualitás történetéből. Szerkesztette Oláh Tamás. Gondolat Kiadó, Budapest 1986, 66-75.
- ↑ Li Jü 1989:  Li Jü: A szerelem imaszőnyegén. Fordította Kiss Imre. Medicina Könyvkiadó Vállalat, Budapest 1989.
- ↑ Miklós 1973:  Miklós Pál: A sárkány szeme. Bevezetés a kínai piktúra ikonográfiájába. Corvina Kiadó, Budapest 1973.
- ↑ Miklós 1996a:  Miklós Pál: A taoista „Káma-szútra”. Helikon, 1974/2. vagy Tus és Ecset. Liget könyvek , Budapest 1996, 69-83.
- ↑ Miklós 1982/1996:  Miklós Pál: „A szerelem művészete keleten”. Világosság, 1982. december (és Tus és Ecset. Liget könyvek, Budapest 1996, 57-67.
- ↑ Miklós 1996b:  Miklós Pál: „A szerelem imaszőnyegén”. Tus és Ecset. Liget könyvek, Budapest 1996, 85-97.
- ↑ Szép asszonyok 1973:  Szép asszonyok egy gazdag házban I-II. Fordította Mátrai Tamás. Európa Könyvkiadó, Budapest. [Több kiadásban is]
- ↑ Tőkei-Vámos 1998:  Tőkei Ferenc – Vámos Péter: A szeretkezés kínai tankönyveiből. Történelem és kultúra 16. Válogatta és bevezetéssel ellátta Tőkei Ferenc, Fordította Tőkei Ferenc és Vámos Péter. Orientalisztikai Munkaközösség – Balassi Kiadó, Budapest 1998.
- ↑ Tokaji 1995:  Tokaji Zsolt: „Virágtábor – Brokáthadrend”. Új Keleti Szemle II. évf. 1. 54-55.
- ↑ Tokaji 2008:  Tokaji Zsolt: A kínai Káma-szútra. A klasszikus kínai erotikus és pornográf irodalom története. Lunarimpex Kiadó, Budapest, Fót 2008. ISBN 978-963-9219-72-4
- ↑ Tokaji 2011:  Tokaji Zsolt: Az Egyszerű Leány könyve. A szerelem művészetének kínai kézikönyve. Fapadoskonyv.hu, Budapest [2011.] ISBN 978-963-329-542-7
- ↑ Tokaji 2019:  Tokaji Zsolt: Pajzán történet. Kínai erotikus kisregények. Szenzár. Helikon Kiadó, Budapest [2019.] ISBN 978-963-479-128-7

### Idegen nyelven
- ↑ Csou 1989:  Csou Ji-mou (Zhou Yimou) 周一谋: Csung-kuo ku-taj fang-si jang-seng hszüe (Zhongguo gudai fangshi yangsheng xue) 中国古代房事养生学 („Kína régi szexualitásának és egészségmegőrzésének tanulmánya”). Csung-vaj Ven-hua Csu-pan-kung-sze (Zhongwai Wenhua Chubangongsi) 中外文化出版公司 Peking (Beijing) 北京 1989. ISBN 7800420531
- ↑ Gulik 1961:  Robert van Gulik: Sexual Life in Ancient China – A Preliminary Survey of Chinese Sex and Society from ca. 1500 * B.C. till 1644 A.D. – E.J. Brill, Leiden 1961.
- ↑ Gulik 1971:  Robert van Gulik: La vie sexuelle dans la Chine ancienne. Gallimard 1971.
- ↑ Gulik 1951:  Robert van Gulik: Erotic Colour Prints of the Ming Period (with An Essay on Chinese Sex Life from the Han to the Ch’ing Dynasty, B.C.206 – A.D.1644). Privately Published in Fifty Copies Tokyo 1951.
- ↑ Gulik 1990:  Kao Luo-pei (Gao Luopei) 高罗佩 (Robert van Gulik): Csung-kuo ku-taj fang-nej kao (Zhonggou gudai fangnei kao) 中国古代房内考 . Sanghaj Zsen-min Csu-pan-sö (Shanghai Renmin Chubanshe) 上海人民出版社, Sanghaj (Shanghai) 上海 1990. ISBN 7-208-00642-3
- ↑ Huang 2001:  Martin W. Huang: Desire and Fictional Narrative in Late Imperial China. Harvard East Asian monographs 202. Harvard University Asia Center: Distributed by Harvard University Press, Cambridge, Mass. 2001. ISBN 0674005139
- ↑ Li Ao 2009:  Li Ao 李敖: Csung-kuo hszing jen-csiu (Zhongguo xing yanjiu) 中国性研究 („A kínai szexualitás vizsgálata”). Csung-kuo Jou-ji Csu-pan-kung-sze (Zhongguo Youyi Chubangongsi) 中国友谊出版公司, Tajvan (Taiwan) 台湾 2009. ISBN 9787505720541
- ↑ Liu 1993:  Liu Ta-lin (Liu Dalin) 刘达临: Csung-kuo ku-taj hszing-ven-hua (Zhongguo gudai xingwenhua) 中国古代性文化 („A régi Kína szexualitásának kultúrája”). Ning-hszia zsen-min csu-pan-sö (Ningxia Renmin Chubanshe) 宁夏人民出版社, Ningszia (Ningxia) 宁夏 1993. ISBN 7227009351
- ↑ Song 1991:  Szung Su-kung (Song Shugong) 宋书功: Csung-kuo ku-tai fang-si jang-seng csi-jao (Zhongguo gudai fangshi yangsheng jiyao) 中国古代房室养生集要 („A régi kínai szexuális és egészségmegőrző műveinek gyűjteménye”). Csung-kuo Ji-jao Ko-cse Csu-pan-sö (Zhongguo Yiyao Kezhi Chubanshe) 中国医药科技出版社, Peking (Beijing) 北京 1991. ISBN 9787506704328
- ↑ Stone 2003:  Charles R. Stone: The Fountainhead of Chinese Erotica: The Lord of Perfect Satisfaction (Ruyijun zhuan), with a Translation and Critical Edition. University of Hawai'i Press, Honolulu 2003. ISBN 978-0-8248-2412-9